# Британска Острва
Британска Острва (енгл. British Islands) правни је термин у Уједињеном Краљевству који се од 1889. године односи колективно на сљедећа четири политета:
- Уједињено Краљевство Велике Британије и Сјеверне Ирске (бивше Уједињено Краљевство Велике Британије и Ирске);
- Бејливик Гернзи (укључујући надлженост над Олдернијем, Гернзијем и Сарком);
- Бејливик Џерзи;
- Острво Мен.

Острво Мен, Бејливик Гернзи и Бејливик Џерзи су Крунски посједи и нису дио Уједињеног Краљевства. Парламент Уједињеног Краљевства повремено усваја законске одредбе које се односе и на острва, обично употребом Уредбе у Савјету. Из тог разлога показало се корисним имати заједнички термин за комбиноване територије. Термин датира из 1889, а законска дефиница може се пронаћи у Прилогу 1. Закона о тумачењу из 1978. године.
Термин Уједињено Краљевство и Острва користи се у Закону о имиграцијама из 1971. године.